# 瓦雷纳 (立陶宛)
瓦雷納是立陶宛的城市，位於該國南部，毗鄰與波蘭接壤的邊境，距離首都維爾紐斯81公里，由阿利圖斯縣負責管轄，海拔高度136米，面積11.7平方公里，2010年人口9,939。